# Асен Овчаров
Асен Овчаров е български музикант, диригент и композитор, основоположник на джаза в България.

## Биография
Роден е в Харманли през 1906 г. Завършва гимназия в родния си град. Следва химия в Софийския университет, но поради липса на средства и веднъж открил своето музикално призвание, не успява да завърши. За кратко учи при преподавателя в Музикалната академия Андрей Стоянов. През 1932 г. в „Родно радио“ Асен Овчаров изпълнява за първи път в България джазов концерт на живо. По негова инициатива през 1933 г. се прави опит за структуриране на джаза и създаване на професионална организация на множащите се оркестри. Джазът е изключен от държавната политика, но с негова помощ се създава първият джаз клуб в България „Джаз оркестрал клуб“, който се учредява в заведението „Алказар“ на бул. „Цар Освободител“ в София. За председател е избран Борис Левиев. Поради неуредици джаз клубът просъществува само една година. Асен Овчаров прави аранжимент за малък (1936 г.) и за голям оркестър (1937 г.). През лятото свири в „Морското казино“ във Варна, а през зимата свири в съставите на Ангел Сладкаров и Дилков.
През Втората световна война е мобилизиран. През 1945 г. създава оркестър, който свири в баровете „Астория“ и „София“ и в ресторант „България“. Солист-цигулар е Александър Николов – Сашо Сладура. През 1949 г. Овчаров е арестуван в обвинение в шпионаж за САЩ и Великобритания. Обвинен е за това, че се опитва да джазира „Интернационалът“. Изселен е със съпругата си в Тутракан, след като прекарва 6 месеца в следствения затвор. След това е въдворен в концентрационния лагер в Белене. Освободен е през 1952 г., но скоро след това по политически причини е осъден на шест години затвор.
Избира да бъде интерниран в Пловдив, след като му е забранено да се завърне в София. В Пловдив преподава акордеон в Музикалното училище. Работи като композитор и диригент на Ансамбъл за песни и танци при Радио „Пловдив“. Ръководи естрадния състав на Дома на транспортните работници.
Почива през 1972 г. в Пловдив. На 24 май 2001 г. получава посмъртно почетна награда за музика от Министерство на културата.

## „Джаз Овчаров“
Първият джазов оркестър в България е създаден през 1937 г. в София. Това е „Джаз Овчаров“, в състав Божидар Сакеларев – кларинет и алтсаксофон, Нико Нисимов – тенорсаксофон, Леон Алфаса – алтсаксофон, Стефан Кованов – тромпет, Давид Ашкенази – ударни инструменти, Александър Николов – „Сашо Сладура“ – цигулка и контрабас. Оркестърът се помещава в луксозния ресторант „България“. През 1938 г. в кинотеатър „Роял“ се състои първият голям концерт на оркестъра. След няколко концерта, австрийски импресарио предлага на Асен Овчаров дълго турне в Аржентина, но въпреки че са подготвени рекламните материали, направени са снимки и са отпечатани афиши, по неизвестни причини турнето не се осъществява. „Джаз Овчаров“ свири при откриването на хотел „България“, по проект на архитект Станчо Белковски, през 1938 г. През 1941 г. „Джаз Овчаров“ е основен оркестър на вариетето, което е открито в Градското казино в София. Към джаз формацията са привлечени джазовите певици Лени Вълкова, Люси Найденова и Леа Иванова, познати като „Трите Ел“. Първият класически биг-бенд на Балканския полуостров е създаден от Асен Овчаров през 1942 г.
| песен                   | автори                             | солисти                           | времетраене |
| ----------------------- | ---------------------------------- | --------------------------------- | ----------- |
| „Познавам лесно мъжете“ | Пепи Радоев                        | Екатерина Ванкова-Коларова        | 2:50 мин.   |
| „Където палмите растат“ | Николов, текст Амико Фритц         | Н. Петрова и Екатерина Ванкова    | 3:30 мин.   |
| „Конче – новият танц“   | Малфред, текст Маджаров            | Екатерина Ванкова                 | 3:25 мин.   |
| „Ела“                   | М. Тодоров, текст Димчо Дебелянов  | Екатерина Ванкова                 | 3:05 мин.   |
| „Ревност“               | Нисо Левиев, текст Д Лозанов       | Екатерина Ванкова и Павел Елмазов | 3:30 мин.   |
| „Скоро ще узнаеш“       | Н. Левиев                          | сестри Дацковска и Мирошниченко   | 3:20 мин.   |
| „Доста си тичал по мен“ | Г. Николов, текст Н. Левиев        | сестри Дацковска и Мирошниченко   | 3:25 мин.   |
| „Роз Мари“              | Михаил Джери, текст Бебел Маджаров | Р. Рангелов и Н. Генчев           | 2:40 мин.   |
| „Да бродя вечно сам“    | солисти същите певци               | Р. Рангелов и Н. Генчев           | 3:00 мин.   |
| „Белла бамбина“         | Г. Николов, текст Б. Маджаров      | Екатерина Ванкова                 | 3:15 мин.   |
| „Съдба“                 | Г. Николов, текст Б. Маджаров      | Екатерина Ванкова                 | 3:10 мин.   |
| „Бразилияна“            | музика и текст Йосиф Цанков        | Христо Велчев                     | 2:00 мин.   |
| „Обикнах те“            | Н. Левиев, текст Амико Фриц        | Христо Велчев                     | 2:00 мин.   |
| „Всред рози съм родена“ | музика и текст Йосиф Цанков        | Надя Сотирова                     | 2:50 мин.   |
| „Несбъднат блян“        | Жорж Касабов, текст Б. Маджаров    | Надя Сотирова                     | 2:00 мин.   |
| „Не вярвай на жените“   | музика и текст Йосиф Цанков        | Р. Рангелов и Н. Генчев           | 3:05 мин.   |
| „Мария Мадалена“        |                                    | Р. Рангелов и Н. Генчев           | 3:50 мин.   |
| „Аз те обичам“          | музика и текст Йосиф Цанков        | Надя Сотирова                     |             |
| „Балалайка“             | Rosford, текст Д. Лозанов          | Екатерина Ванкова-Коларова        |             |